# Loupmont
Loupmont – miejscowość i gmina we Francji, w regionie Grand Est, w departamencie Moza.
Według danych na rok 1990 gminę zamieszkiwały 103 osoby, a gęstość zaludnienia wynosiła 10 osób/km² (wśród 2335 gmin Lotaryngii Loupmont plasuje się na 942. miejscu pod względem liczby ludności, natomiast pod względem powierzchni na miejscu 584.).